# Doru Sechelariu
Doru Sechelariu (ur. 19 listopada 1992 w Bacău) – rumuński kierowca wyścigowy.

## Życiorys

### Formuła Renault
Doru karierę rozpoczął w 2002 roku od startów w kartingu. W 2006 roku zadebiutował w serii wyścigów samochodów jednomiejscowych – Belgijskiej Formule Renault. Sezon później wystartował w pełnym wymiarze. Zdobyte punkty sklasyfikowały go na 6. miejscu.

### Formuła BMW
W sezonie 2007 wziął udział w sześciu wyścigach Brytyjskiej Formuły BMW i w klasyfikacji końcowej uplasował się na 22. pozycji. Rok później (w Europejskiej Formule BMW, powstałej na skutek połączenia brytyjskiego oraz niemieckiego cyklu) wystartował w całym sezonie, ostatecznie kończąc go na 15. lokacie. Sechelariu zaliczył również gościnny występ w amerykańskiej oraz azjatyckiej edycji. W tej drugiej zwyciężył w jednym z czterech startów. Nie był jednak liczony do klasyfikacji. W roku 2009 kontynuował starty w serii, jednak nie odnotował większego progresu. Nieznacznie większy dorobek punktowy ponownie uplasował go na 15. miejscu.

### Formuła 3
W 2009 roku wystartował w czterech rundach kończących sezon European F3 Open. Rumun trzykrotnie sięgnął po punkty (najlepiej spisał się na włoskiej Monzy, gdzie dojechał na czwartej pozycji). Uzyskane punkty sklasyfikowały go na 16. lokacie.

### Seria GP3
Na sezon 2010 Doru podpisał kontrakt z francuską ekipą Tech 1 Racing, na udział w nowo utworzonej Serii GP3. Rumun w ani jednym wyścigu nie zdobył jednak punktów, najlepiej spisując się podczas tureckiej rundy na torze Istanbul Park, gdzie zajął dwukrotnie dziewiątą pozycję. Sechelariu miał szansę startów również w kolejnym roku, jednak w wyniku niedopełnienia obowiązków finansowych, ekipa Tech 1 Racing zatrudniła Holendra Thomasa Hylkemę.

### Formuła 2
Po nie zapewnieniu sobie posady w GP3, Rumun postanowił zaangażować się w Formułę 2. Dzięki świetnej postawie w drugiej połowie sezonu (cztery miejsca na podium, w tym zwycięstwo na włoskim torze Monza) Sechelariu rywalizację ukończył na 5. miejscu.

## Wyniki

### GP3
| Legenda oznaczeń w tabelach wyników Wyświetl szablon na nowej stronie | Legenda oznaczeń w tabelach wyników Wyświetl szablon na nowej stronie                                                                     |
| Oznaczenie                                                            | Wyjaśnienie |
| --------------------------------------------------------------------- | --- |
| Złoty                                                                 | Zwycięzca lub mistrzostwo |
| Srebrny                                                               | 2. miejsce lub wicemistrzostwo |
| Brązowy                                                               | 3. miejsce lub II wicemistrzostwo |
| Zielony                                                               | Ukończył, punktował (w klasyfikacji generalnej, gdy zdobył co najmniej jeden punkt na przestrzeni sezonu, poza trzema powyższymi opcjami) |
| Niebieski                                                             | Ukończył, nie punktował (w klasyfikacji generalnej, gdy nie zdobył co najmniej jednego punktu na przestrzeni sezonu)                      |
| Czerwony                                                              | Nie zakwalifikował się (NZ) |
| Czerwony                                                              | Nie prekwalifikował się (NPK) |
| Różowy                                                                | Nie ukończył (NU) |
| Różowy                                                                | Niesklasyfikowany (NS) (w klasyfikacji generalnej, gdy nie został sklasyfikowany w żadnym wyścigu sezonu)                                 |
| Czarny                                                                | Zdyskwalifikowany (DK) |
| Czarny                                                                | Wykluczony (WYK/EX) |
| Biały                                                                 | Nie wystartował (NW) |
| Biały                                                                 | Kontuzjowany (K/INJ) |
| Biały                                                                 | Wyścig odwołany (OD/C) |
| Bez koloru                                                            | Został wycofany (WYC/WD) |
| Bez koloru                                                            | Nie przybył (NP/DNA) |
| Bez koloru                                                            | Nie brał udziału w treningach (NT/DNP) |
| Bez koloru                                                            | Nie został zgłoszony (–) |
| Pogrubienie                                                           | Start z pole position |
| Kursywa                                                               | Najszybsze okrążenie wyścigu |
| †                                                                     | Nie ukończył, ale jego rezultat został zaliczony ze względu na przejechanie więcej niż 90% dystansu wyścigu.                              |
| *                                                                     | Sezon w trakcie |
| 1/2/3                                                                 | Punktowana pozycja w sprincie |
| Lista systemów punktacji Formuły 1                                    | |

| Rok  | Zespół        | Wyniki w poszczególnych eliminacjach | Wyniki w poszczególnych eliminacjach | Wyniki w poszczególnych eliminacjach | Wyniki w poszczególnych eliminacjach | Wyniki w poszczególnych eliminacjach | Wyniki w poszczególnych eliminacjach | Wyniki w poszczególnych eliminacjach | Wyniki w poszczególnych eliminacjach | Wyniki w poszczególnych eliminacjach | Wyniki w poszczególnych eliminacjach | Wyniki w poszczególnych eliminacjach | Wyniki w poszczególnych eliminacjach | Wyniki w poszczególnych eliminacjach | Wyniki w poszczególnych eliminacjach | Wyniki w poszczególnych eliminacjach | Wyniki w poszczególnych eliminacjach | Punkty | Pozycja |
| ---- | ------------- | ------------------------------------ | ------------------------------------ | ------------------------------------ | ------------------------------------ | ------------------------------------ | ------------------------------------ | ------------------------------------ | ------------------------------------ | ------------------------------------ | ------------------------------------ | ------------------------------------ | ------------------------------------ | ------------------------------------ | ------------------------------------ | ------------------------------------ | ------------------------------------ | ------ | ------- |
| 2010 | Tech 1 Racing | ESP                                  | ESP                                  | TUR                                  | TUR                                  | VAL                                  | VAL                                  | GBR                                  | GBR                                  | DEU                                  | DEU                                  | HUN                                  | HUN                                  | BEL                                  | BEL                                  | ITA                                  | ITA                                  | 0      | 29      |
| 2010 | Tech 1 Racing | 22                                   | NU                                   | 9                                    | 9                                    | NU                                   | 20                                   | NU                                   | 17                                   | 10                                   | DK                                   | 14                                   | 21                                   | NU                                   | 20                                   | 21                                   | 18                                   | 0      | 29      |

### Podsumowanie
| Sezon | Seria                         | Zespół                        | Nr | Wyścigi | PP | Zwycięstwa | NO | Punkty | Pozycja |
| ----- | ----------------------------- | ----------------------------- | -- | ------- | -- | ---------- | -- | ------ | ------- |
| 2006  | Belgijska Formuła Renault 1.6 | Thierry Boutsen Racing        | 2  | 0       | 0  | 0          | 0  | 0      | NS      |
| 2007  | Belgijska Formuła Renault 1.6 | Thierry Boutsen Energy Racing | 12 | 1       | 0  | 2          | 2  | 127    | 6       |
| 2007  | Brytyjska Formuła BMW         | Räikkönen Robertson Racing    | 6  | 0       | 0  | 0          | 0  | 42     | 22      |
| 2007  | Finał Formuły BMW             | Fortec Motorsport             | 1  | 0       | 0  | 0          | 0  | N/A    | 21      |
| 2008  | Europejska Formuła BMW        | Fortec Motorsport             | 16 | 0       | 0  | 0          | 0  | 64     | 15      |
| 2008  | Formuła BMW Pacyfiku          | Team Meritus                  | 4  | 2       | 2  | 1          | 2  | N/A    | NS†     |
| 2008  | Amerykańska Formuła BMW       | Team Autotecnica              | 2  | 0       | 0  | 0          | 1  | N/A    | NS†     |
| 2008  | Finał Formuły BMW             | EuroInternational             | 1  | 0       | 0  | 0          | 0  | N/A    | 15      |
| 2009  | Europejska Formuła BMW        | FMS International             | 16 | 0       | 0  | 0          | 0  | 68     | 15      |
| 2009  | Europejska Formuła BMW        | Motaworld Racing              | 16 | 0       | 0  | 0          | 0  | 68     | 15      |
| 2009  | Europejska Formuła BMW        | Eifelland Racing              | 16 | 0       | 0  | 0          | 0  | 68     | 15      |
| 2009  | European F3 Open              | Emiliodevillota.com           | 8  | 0       | 0  | 0          | 0  | 14     | 16      |
| 2010  | Seria GP3                     | Tech 1 Racing                 | 26 | 16      | 0  | 0          | 0  | 0      | 29      |
| 2011  | Formuła 2                     | Thierry Boutsen Racing        | 9  | 16      | 1  | 1          | 2  | 4      | 5       |

† – Sechelariu nie był liczony do klasyfikacji.